# Григорівка (Сороцький район)
Григорівка (рум. Grigorăuca) — село в Молдові у Сороцькому районі. Входить до складу комуни Бадичани.